# العلاقات الأندورية الشمال مقدونية
العلاقات الأندورية الشمال مقدونية هي العلاقات الثنائية التي تجمع بين أندورا وشمال مقدونيا.

## مقارنة بين البلدين
هذه مقارنة عامة ومرجعية للدولتين:
| وجه المقارنة                                              | أندورا                                                     | شمال مقدونيا                                               |
| --------------------------------------------------------- | ---------------------------------------------------------- | ---------------------------------------------------------- |
| المساحة (كم2)                                             | 468                                                        | 25.71 ألف                                                  |
| عدد السكان (نسمة)                                         | 76.18 ألف                                                  | 2.08 مليون                                                 |
| الكثافة السكانية (ن./كم²)                                 | 16.28 ألف                                                  | 80.9                                                       |
| العاصمة                                                   | أندورا لا فيلا                                             | إسكوبية                                                    |
| اللغة الرسمية                                             | اللغة الكتالونية                                           | اللغة المقدونية، اللغة الألبانية                           |
| العملة                                                    | يورو                                                       | دينار مقدوني                                               |
| الناتج المحلي الإجمالي (بليون دولار)                      | 3.01 مليار                                                 | 11.34 مليار                                                |
| الناتج المحلي الإجمالي (تعادل القوة الشرائية) بليون دولار |                                                            | 29.26 مليار                                                |
| الناتج المحلي الإجمالي الاسمي للفرد دولار أمريكي          |                                                            | 4.85 ألف                                                   |
| الناتج المحلي الإجمالي للفرد دولار أمريكي                 |                                                            | 16.25 ألف                                                  |
| مؤشر التنمية البشرية                                      | 0.858                                                      | 0.747                                                      |
| رمز المكالمات الدولي                                      | +376                                                       | +389                                                       |
| رمز الإنترنت                                              | .ad                                                        | .mk                                                        |
| المنطقة الزمنية                                           | ت ع م+01:00، توقيت وسط أوروبا، ت ع م+02:00، أوروبا/أندورا ‏ | توقيت وسط أوروبا، ت ع م+01:00، ت ع م+02:00، أوروبا/سكوبيه ‏ |

## منظمات دولية مشتركة
يشترك البلدان في عضوية مجموعة من المنظمات الدولية، منها:
| علم المنظمة | اسم المنظمة                    | تاريخ انضمام أندورا | تاريخ انضمام شمال مقدونيا |
| ----------- | ------------------------------ | ------------------- | ------------------------- |
|             | الاتحاد الدولي للاتصالات       | 12 نوفمبر 1993      | 4 مايو 1993               |
|             | منظمة حظر الأسلحة الكيميائية   | ?                   | ?                         |
|             | يونسكو                         | 20 أكتوبر 1993      | 28 يونيو 1993             |
|             | مجلس أوروبا                    | ?                   | ?                         |
|             | الأمم المتحدة                  | 28 يوليو 1993       | 8 أبريل 1993              |
|             | منظمة الشرطة الجنائية الدولية  | ?                   | ?                         |
|             | منظمة الأمن والتعاون في أوروبا | 25 أبريل 1996       | 12 أكتوبر 1995            |

## وصلات خارجية
- موقع وزارة الخارجية الأندورية